# Nemocón
Nemocón è un comune della Colombia facente parte del dipartimento di Cundinamarca.
Il centro abitato venne fondato da Luis Henríquez nel 1600.